# Sumiton, Alabama
Sumiton là một thành phố thuộc quận Walker, tiểu bang Alabama, Hoa Kỳ. Dân số năm 2009 là 2553 người, mật độ đạt 189 người/km².